# Trivalea-Moșteni
Trivalea-Moșteni è un comune della Romania di 2 970 abitanti, ubicato nel distretto di Teleorman, nella regione storica della Muntenia. 
Il comune è formato dall'unione di 3 villaggi: Brătășani, Deparați, Trivalea-Moșteni.